# SNK Evropští demokraté
SNK Evropští demokraté (deutsch SNK Europäische Demokraten) ist eine politische Partei in Tschechien, die durch die Vereinigung der Parteien SNK sdružení nezávislých und Evropští demokraté (Europäische Demokraten) entstanden ist.
Die Abkürzung SNK bedeutet "Sdružení nezávislých kandidátů" (Vereinigung unabhängiger Kandidaten) die Partei hat offiziell die Bezeichnung SNK sdružení nezávislých, obwohl in dieser Form der Bezeichnung ein Teil des Namens wiederholt wird. Der ursprüngliche Grund der Gründung der Partei war, den unabhängigen Kandidaten (besonders in Kommunalwahlen) bessere Möglichkeiten zu ihrer Tätigkeit zu gewährleisten.
Die Evropští demokraté waren eine liberale Partei, die 2002 durch den Prager Oberbürgermeister Jan Kasl gegründet wurde. Sie trat anfangs auch unter dem Namen Demokraté Jana Kasla (Jan Kasls Demokraten) auf (Jan Kasl war bis ursprünglich Mitglied der ODS). Die Partei war u. a. auch in Kommunalwahlen in Prag im Jahre 2002 erfolgreich.
Die beiden Parteien gewannen 2004 in einer Wahlkoalition drei Sitze bei der Europawahl. Die ED hat davon eine nominiert (Jana Hybášková), die SNK zwei (Josef Zieleniec und Tomáš Zatloukal). In den Wahlen ins Abgeordnetenhaus 2006 erlangte die Partei mit 111.724 Stimmen 2,08 % und erhielt keinen Sitz. Die Partei verlor bei den Teilwahlen zum Senat im Oktober 2008 zwei Sitze und bei der Teilwahl im Oktober 2012 ihren letzten Sitz im Senat.